# Обыкновенный серебристый горбыль
Обыкновенный серебристый горбыль (лат. Argyrosomus regius) — вид лучепёрых рыб из семейства горбылёвых (Sciaenidae). Достигает длины 230 см и массы 103 кг. Хищники, живущие в пелагической зоне прибрежных районов на глубине 15—300 м. Распространены в восточной части Атлантического океана от Норвегии до Сенегала, встречаются в Средиземном и Чёрном морях.

## Описание
Тело удлинённое, довольно низкое, сжато с боков, покрыто ктеноидной чешуёй. На груди, рыле и под глазами чешуя циклоидная. Голова большая с конечным немного косым ртом. Подбородочный усик отсутствует. Глаза маленькие. Боковая линия хорошо выражена, начинается от головы, идёт вдоль середины тела, немного изгибаясь вниз в районе мягкой части спинного плавника, и заходит на хвостовой плавник. Спинной плавник один, с глубокой выемкой, разделяющей колючую и мягкую части. Основание колючей части намного короче основания мягкой части. В колючей части 9—10 колючек, вторая колючка в два раза длиннее первой. В мягкой части один колючий и 26—29 мягких лучей. В анальном плавнике первая колючка короткая, а вторая — длинная и тонкая; затем следуют 7—8 мягких лучей. Хвостовой плавник усечённый, иногда средние лучи удлинённые. Очень крупные отолиты. Плавательный пузырь с многочисленными отростками.

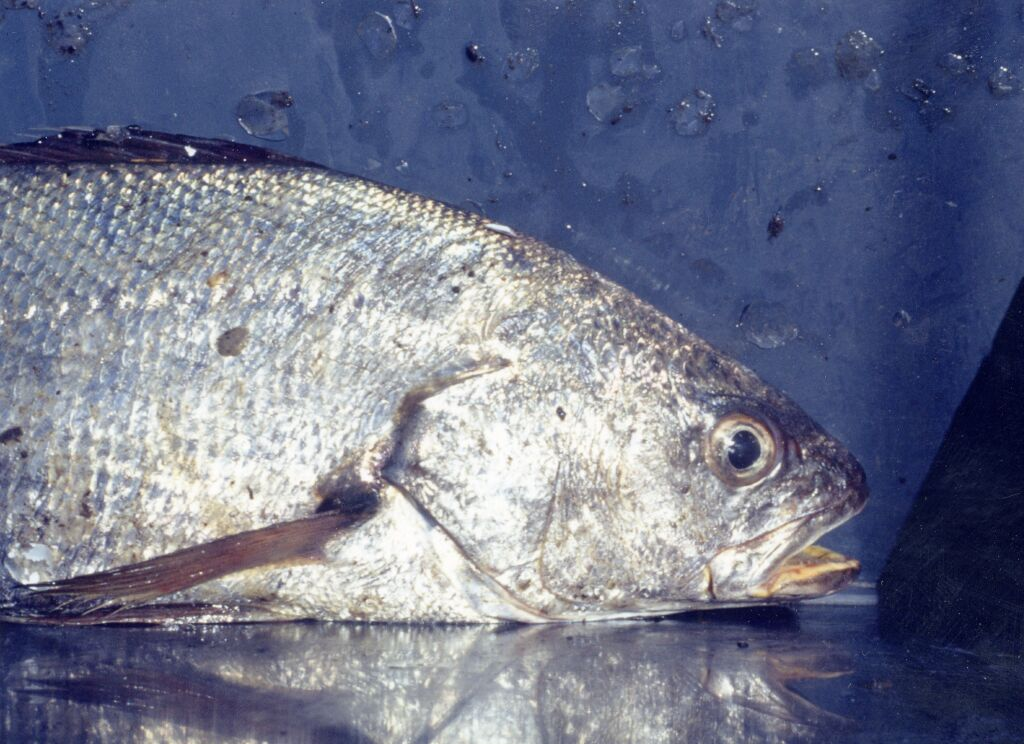

Тело серебристо-серого цвета, спина и бока с бронзовым оттенком. Плавники сероватые с красноватыми основаниями. Ротовая полость золотисто-оранжевая.

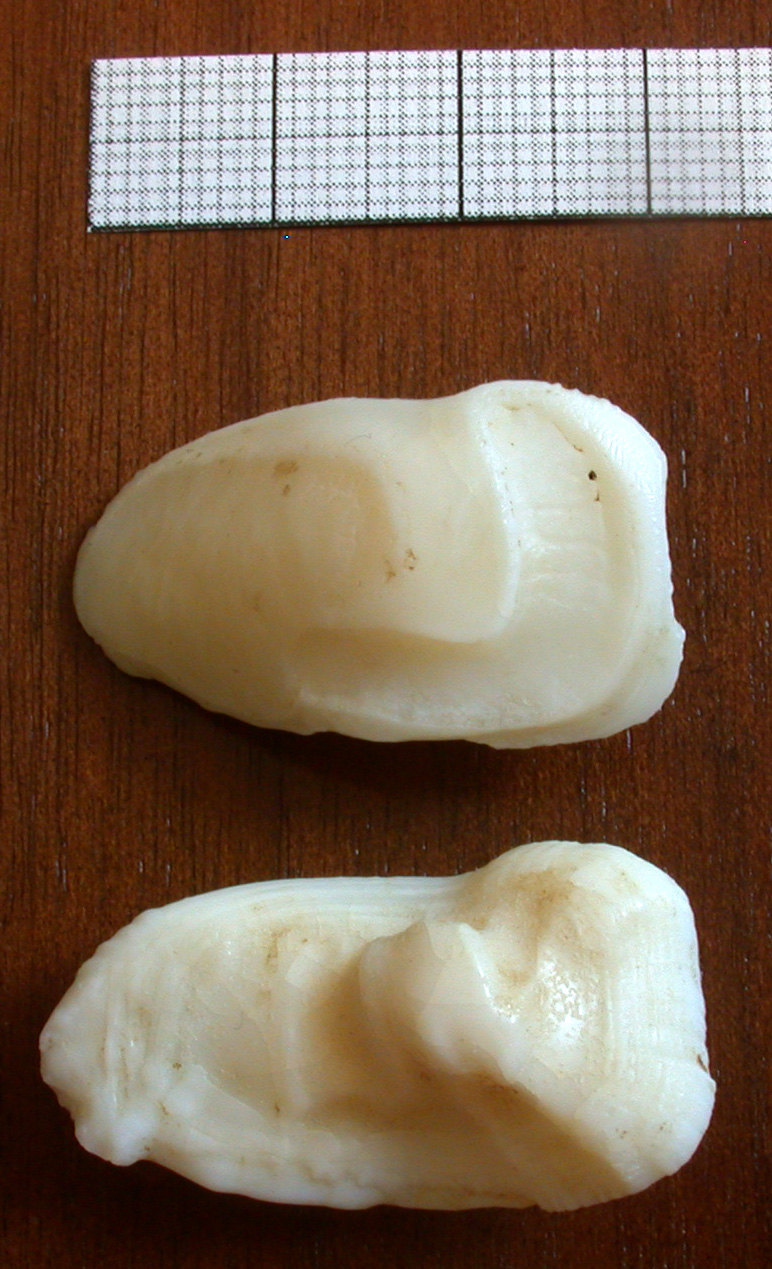
Отолиты серебристого горбыля

Максимальная длина тела 230 см, обычно до 150 см, масса до 103 кг.

## Биология
Морские бентопелагические рыбы. Обитают в прибрежье и на континентальном склоне. Встречаются как у дна, так и в средних слоях воды на глубине от 15 до 300 м. Заходят в эстуарии.

### Размножение
В середине апреля половозрелые особи обыкновенного серебристого горбыля начинают нерестовую миграция в прибрежные воды. Основные нерестилища расположены в дельте Нила, у берегов Мавритании и у атлантического побережья Франции (Жиронда). Нерестятся в мае—июне вблизи берега и в эстуариях. В нерестовый период самцы издают характерные хрюкающие звуки, которые слышны на расстоянии до 30 м. Звук образуется за счёт сокращения брюшных мышц, а плавательный пузырь выполняет роль резонатора. Нерест проходит при температуре 17—22 °С. Плодовитость самок длиной 1,2 м составляет 800 тысяч икринок. Диаметр оплодотворённых икринок 990 мкм. Икра с жировой каплей. Личинки пелагические, но мальки длиной 3,7 см уже ведут придонный образ жизни.
В середине июня—июле отнерестившиеся особи покидают эстуарии и нагуливаются вблизи берегов на небольших глубинах. Зимой серебристые горбыли перемещаются в более глубокие области. Сеголетки оставляют эстуарии в конце лета и откочёвывают в прибрежные воды, где зимуют на глубине 20-40 м. В середине мая следующего года они возвращаются в эстуарии на нагул.

### Питание
Молодь в возрасте одного года питается мелкими донными рыбами и ракообразными (мизиды и креветки). Достигнув длины 30—40 см обыкновенные серебристые горбыли переходят на питание рыбой (преимущественно сельди и кефали). В состав рациона входят также головоногие и ракообразные.

## Взаимодействие с человеком
Обыкновенные серебристые горбыли имеют промысловое значение. Промысел ведётся тралами и ярусами. В 2000-е годы мировые уловы варьировались от 4,7 до 12,7 тысяч тонн. Больше всех ловят Мавритания, Марокко и Египет. Популярный объект спортивной рыбалки. С 2002 года во Франции начали развивать товарное выращивание серебристых горбылей в береговых бассейнах и морских садках. Объёмы аквакультуры в 2010 году достигли 14,6 тысяч тонн.